# Djævletræ
Djævletræ (Osmanthus heterophyllus) er en stedsegrøn busk med en udspærret, åben vækst. Planten anvendes i haver og findes i en del forskellige sorter.

## Beskrivelse
Barken er først lysegrøn og glat, men snart bliver den lysebrun og kantet med tydelige barkporer. Gamle grene får efterhånden en grålig, furet bark. Knopperne er modsatte, ægformede og lysegrønne. 
Bladene på skud, som endnu ikke har blomstret, har kristtorn-agtige bladrandtorne, mens blomstrende grene efterhånden får blade, der er ovale og læderagtige med hel rand. Oversiden er blank og mørkegrøn, mens undersiden er en smule gulgrøn. Blomstringen sker i det sene efterår eller i milde perioder af vinteren. Blomsterne er duftende, hvide og 4-tallige, og de sidder i små bundter fra bladhjørnerne. Frugterne er blåsorte stenfrugter, som dog ikke ses ofte i Danmark.
Rodsystemet er dybtgående og vidt udbredt på veldrænet, porøs jord.
Højde x bredde og årlig tilvækst: 2,00 x 3,50 m (20 x 25 cm/år).

## Hjemsted
Busken hører hjemme i Japan, hvor den findes i blandede skove på fugtig, men veldrænet og næringsrig humusjord. 
I en stedsegrøn, blandet løvskov i 250 m højde på Kiyosumi-bjerget på Chiba-halvøen ved Tokyobugten findes den sammen med bl.a. Castanea crenata (en art af kastanje), japansk kryptomeria, japansk løn, japansk pieris, japansk stjerneanis, japansk ædelgran, kurilermagnolia, Quercus glauca (en art af eg), solcypres, stor stjernetop, vintereg, yamakirsebær og ægte kamelia.

## Sorter
- 'Aureomarginatus' (synonym: 'Aureus') med gulkantede blade.
- 'Tricolor' med klartgrønne, hvidrandede blade.
- 'Gulftide' med kristtornagtigt, blankt løv.
- 'Myrtifolius' med tæt, ikke stikkende løv og langsom vækst.
- 'Purpureus' med gule skud og mærkt, rødligt løv.
- 'Rotondifolius' med små, runde og tornløse blade.
- 'Variegatus' med blade, som har cremehvid rand.

| Portal | Portal:Botanik |

## Note
1. ↑  I "Haveselskabernes Have" på Frederiksberg er der beskyttede vækstbetingelser. Dér findes et træ på 3,5 x 5 m.
2. ↑  .60.7: Universität Bayreuth: Botanische Grossexkursion Japan 2004' (tysk)